# Jazz en el Lincoln Center

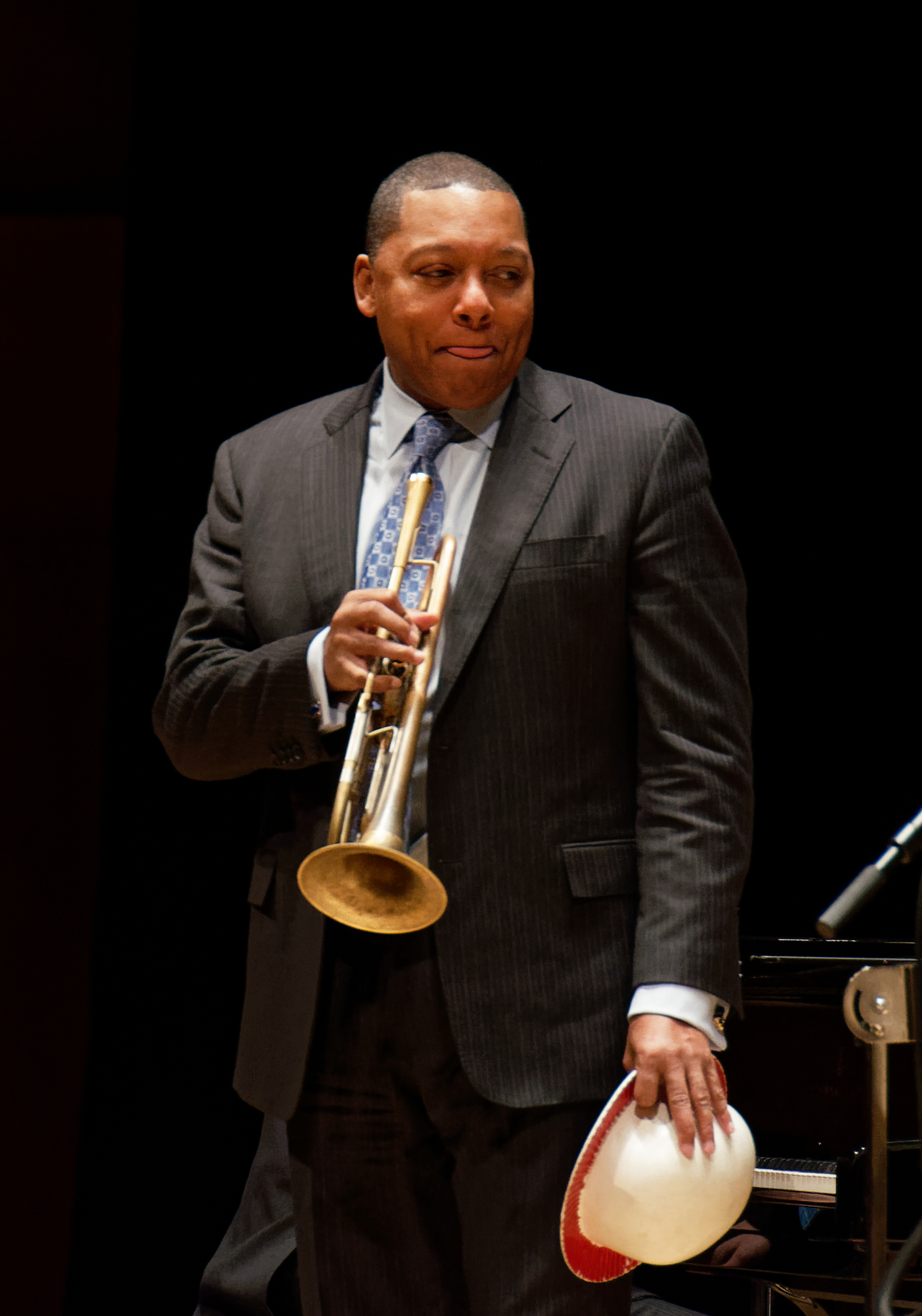
Wynton Marsalis actuando con la Jazz at Lincoln Center Orchestra en Lyon en 2016

Jazz en el Lincoln Center forma parte del Lincoln Center de la ciudad de Nueva York. La organización fue fundada en 1987 y abrió sus puertas en el Time Warner Center en octubre de 2004. Wynton Marsalis es el director artístico y líder de la Jazz at Lincoln Center Orchestra.
El centro acoge actuaciones de la orquesta y de músicos visitantes. Es la actual sede de la New York City Opera. Muchos de los conciertos se transmiten en vivo en el canal de YouTube del centro. El centro también presenta programas educativos en sus edificios, en línea y en escuelas de todo el país.

## Historia

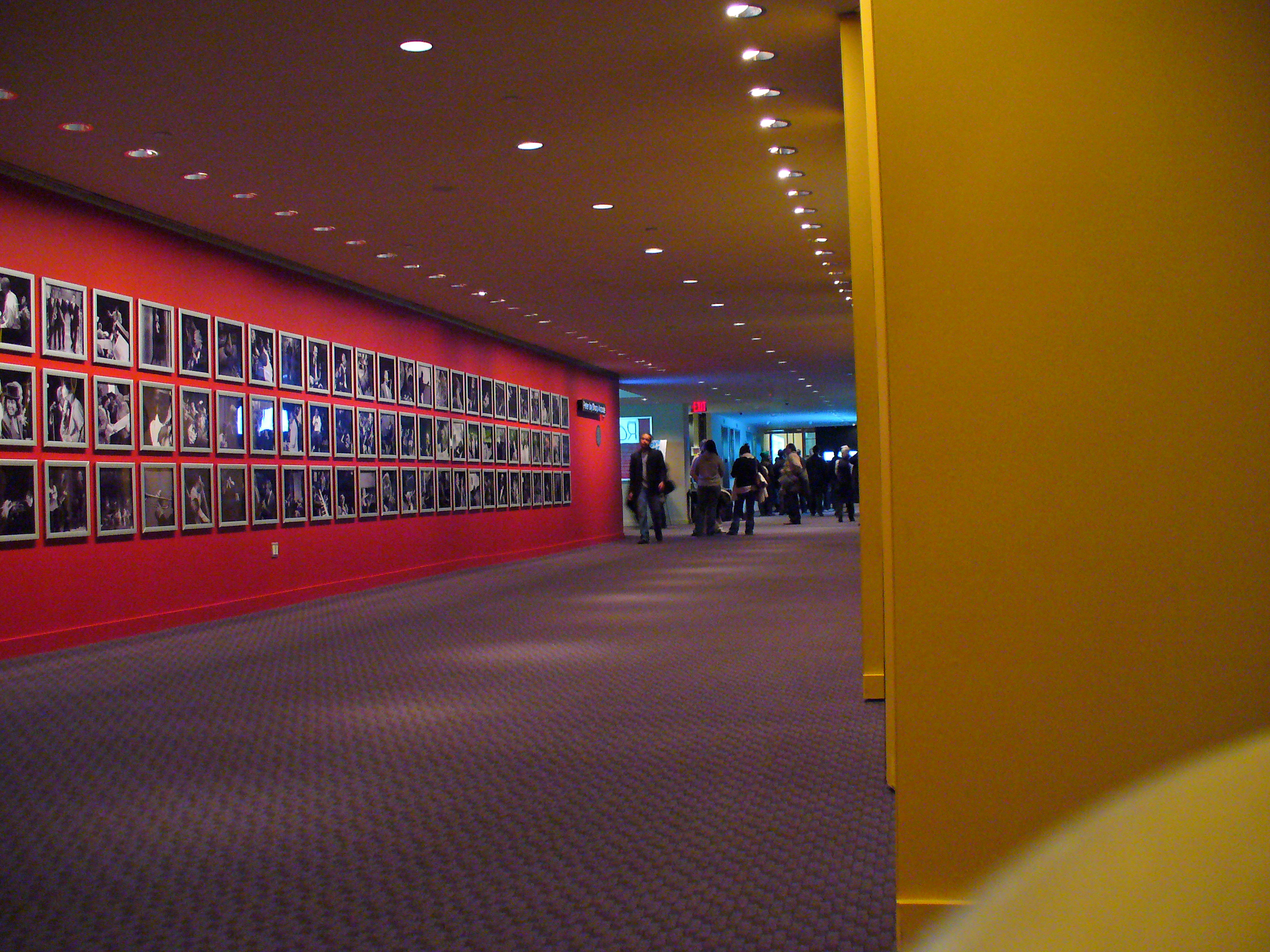
Sala Peter Jay Sharp

En 1987, el trompetista Wynton Marsalis participó en el inicio de la serie de conciertos Classical Jazz, la primera serie de conciertos de jazz en el Lincoln Center.
En 1996, la organización Jazz en el Lincoln Center se convirtió en un componente del Lincoln Center junto a organizaciones como la Filarmónica de Nueva York y la Ópera Metropolitana. El presupuesto para Jazz at Lincoln Center fue de 4 millones de dólares en 1996, en comparación con los 150 millones para la Ópera Metropolitana. En 2016, su presupuesto superó los 50 millones de dólares. Wynton Marsalis ha sido director artístico desde 1987. Greg Scholl se convirtió en director ejecutivo en 2012.
Marsalis dirige también la Jazz at Lincoln Center Orchestra, que se presenta en el Appel Room y en el Rose Theatre además de hacer extensas giras internacionales. Los conciertos también se transmiten en vivo en línea por internet. Los programas educativos se transmiten en el canal de YouTube del centro. Desde 2015, los álbumes de la orquesta se publican en su propio sello, Blue Engine Records.
El centro facilita currículos de jazz a las escuelas secundarias a través de su programa Essentially Ellington. Músicos profesionales visitan las escuelas a través del programa Let Freedom Swing. El centro administra una Academia de Jazz de Escuela Intermedia, una Academia de Jazz de Escuela Secundaria y una Academia de Verano, todas en la ciudad de Nueva York y con matrícula gratuita. Todos los años, la orquesta realiza giras y visitas a escuelas en los EE. UU El concurso y el festival de bandas de jazz de escuelas secundarias Essentially Ellington se lleva a cabo todos los años en el seno del Jazz en el Lincoln Center.

## Rose Hall

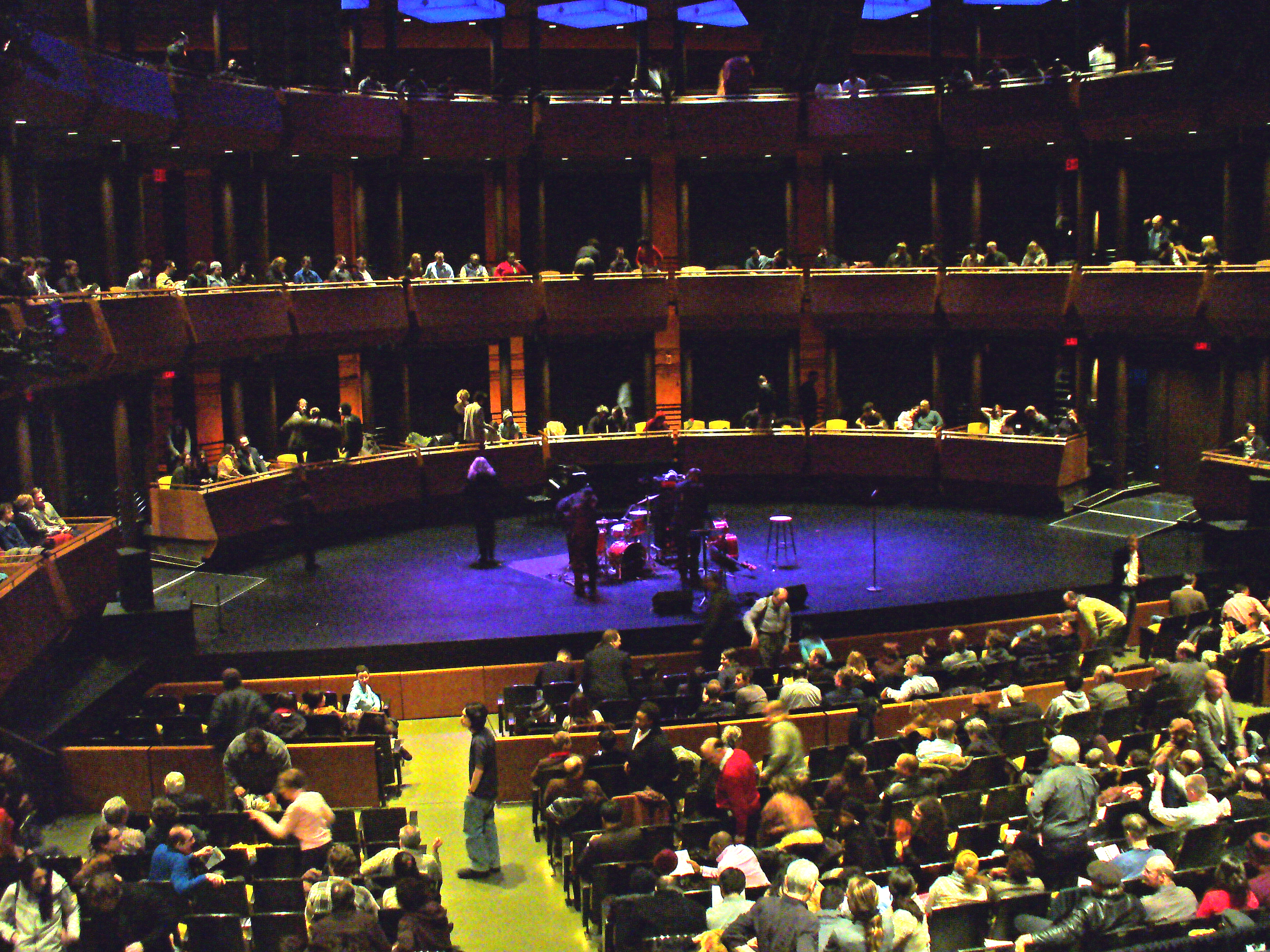
Rose Hall

El complejo de artes escénicas, Frederick P. Rose Hall, fue diseñado por Rafael Viñoly y es el sótano del Deutsche Bank Center (originalmente Time Warner Center). El Rose Hall consta de tres auditorios: el Rose Theatre, el Appel Room, y el Dizzy's Club, que lleva el nombre del trompetista Dizzy Gillespie. El Salón también contiene el Centro de Educación Irene Diamond con salas de ensayo y grabación.

## Salón de la Fama

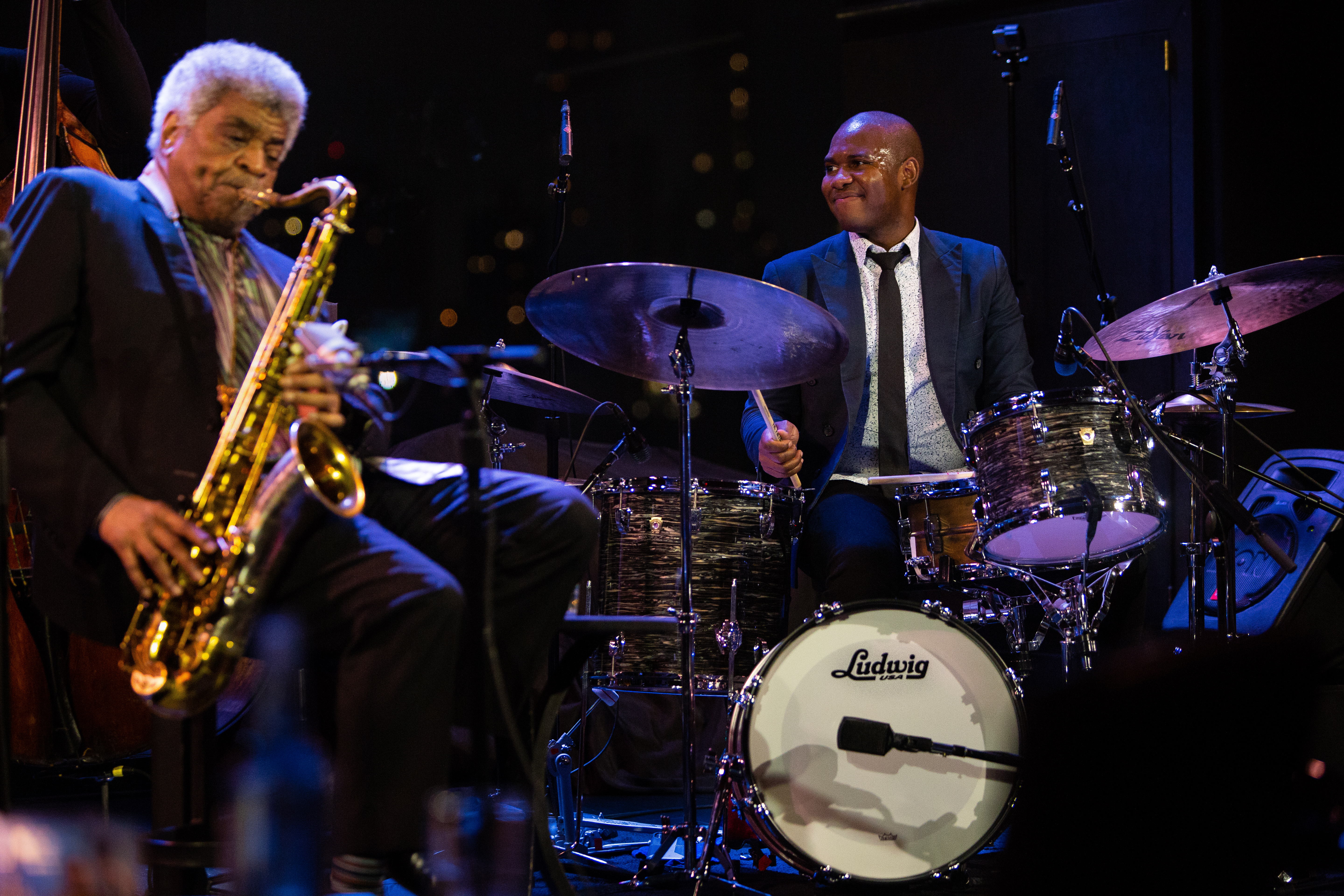
Bryan Carter with NEA Jazz Master George Coleman at Dizzy's Club, Jazz at Lincoln Center in NYC (2018)

El Salón de la Fama del Jazz Nesuhi Ertegun lleva el nombre de Nesuhi Ertegun, cofundador de Atlantic Records. Un panel de votación internacional de 60 personas, que incluye músicos, académicos y educadores de 17 países, está encargado de nominar y seleccionar "los artistas decisivos en la historia del jazz para que ingresen en el Salón de la Fama".

### Lista de los artistas entronizados
2004
- Louis Armstrong (1901–1971), trompeta
- Sidney Bechet (1897–1959), saxo
- Bix Beiderbecke (1903–1931), corneta
- John Coltrane (1926–1967), saxo
- Miles Davis (1926–1991), trompeta
- Duke Ellington (1899–1974), pianista
- Dizzy Gillespie (1917–1993), trompeta
- Coleman Hawkins (1904–1969), saxo
- Billie Holiday (1915–1959), cantante
- Thelonious Monk (1917–1982), pianista
- Jelly Roll Morton (1884?–1941), pianista
- Charlie Parker (1920–1955), saxo
- Art Tatum (1909–1956), pianista
- Lester Young (1909–1959), saxo

2005
- Count Basie (1904–1984), pianista
- Roy Eldridge (1911–1989), trompeta
- Ella Fitzgerald (1917–1996), cantante
- Benny Goodman (1909–1986), clarinete
- Earl Hines (1903–1983), pianista
- Johnny Hodges (1907–1970), saxo
- "Papa" Jo Jones (1911–1985), batería
- Charles Mingus (1922–1979), bajo
- Joe "King" Oliver (1885–1938), corneta
- Max Roach (1924–2007), batería
- Sonny Rollins (1930-....), saxo
- Fats Waller (1904–1943), pianista

2007
- Clifford Brown (1930–1956), trompeta
- Benny Carter (1907–2003), saxo
- Charlie Christian (1916–1942), guitarrista
- Django Reinhardt (1910–1953), guitarrista

2008
- Ornette Coleman (1930-2015), pionero del free jazz
- Gil Evans (1912-1988), compositor de jazz
- Bessie Smith (1894-1937), cantante de blues
- Mary Lou Williams (1910-1981), pianista

2010
- Bill Evans (1929-1980), pianista
- Bud Powell (1924-1966), pianista
- Billy Strayhorn (1915-1966), pianista
- Sarah Vaughan (1924-1990), cantante

2013
- Art Blakey (1919-1990), batería y líder
- Lionel Hampton (1908-2002), vibráfono, pianista
- Clark Terry (1920-2015), trompeta